# João Bosco
João Bosco de Freitas Mucci (Ponte Nova, 13 luglio 1946) è un cantante, compositore e chitarrista brasiliano.

## Biografia
Nato il 13 luglio del 1946, a Ponte Nova, Minas Gerais, da padre libanese, João Bosco, di professione ingegnere, si trasferì a Rio de Janeiro, dove le sue prime canzoni furono registrate da Elis Regina ed ebbero grande successo.
Ben presto divenne egli stesso un apprezzato cantante, soprattutto per i suoi virtuosismi vocali, che lo hanno fatto accostare ad Al Jarreau e un ottimo chitarrista. Joäo Bosco si segnala per la singolare fusione tra il Samba, i ritmi afro-americani, la cultura musicale araba, la Bossa Nova e il jazz. Le sue composizioni sono, da un punto di vista melodico e armonico, tra le più interessanti e innovative nel solco della musica popolare brasiliana (Música Popular Brasileira - MPB). 
Nel 2018 ha partecipato al disco Que Bom di Stefano Bollani.

## Discografia

### Canzoni più famose
- O Bebado e A Equilibrista
- Papel Mache
- Corsário
- Kid Cavaquinho
- Latin Lover
- Jade

### Album
- 1972: Disco de Bolso (Pasquim)
- 1973: João Bosco
- 1975: Caça à Raposa
- 1976: Galos de Briga
- 1977: Disco de Ouro con Aldir Blanc
- 1977: Tiro de Misericórdia
- 1979: Linha de Passe
- 1980: Bandalhismo
- 1981: Essa É a Sua Vida
- 1982: Comissão de Frente
- 1983: João Bosco ao Vivo
- 1984: Gagabirô
- 1986: Cabeça de Nego
- 1987: Ai Ai Ai de Mim
- 1989: Bosco
- 1991: Zona de Fronteira
- 1992: Acústico MTV
- 1994: Na Onda Que Balança
- 1995: Dá Licença Meu Senhor
- 1997: As Mil e Uma Aldeias
- 1998: Benguelê
- 2000: Na Esquina
- 2001: João Bosco ao Vivo
- 2003: Malabaristas do Sinal Vermelho
- 2003: Songbook 1/2/3
- 2006: Obrigado Gente! Ao Vivo (Live su DVD)
- 2010: Senhoras do Amazonas
- 2009: Não Vou Pro Céu, Mas Já Não Vivo No Chão
- 2012: 40 Anos Depois (CD e DVD)
- 2018: Mano Que Zuera
- 2020: Abricó-de-Macaco
- 2022: João Bosco e Orquestra Ouro Preto: Gênesis
- 2024: Boca cheia de frutas